# (692) Hippodamia
(692) Hippodamia ist ein Asteroid des Hauptgürtels, der am 5. November 1901 von den deutschen Astronomen Max Wolf und August Kopff in Heidelberg entdeckt wurde. 
Der Asteroid ist benannt nach der Hippodameia, der Tochter des Königs Oinomaos aus der griechischen Mythologie.